# Ian Moschik
Ian Moschik (* 3. Jänner 1996 in Bruck an der Mur) ist ein österreichischer Basketballspieler.

## Laufbahn
Der Sohn des früheren Basketball-Nationalspielers Helmut Moschik sammelte während der Saison 2013/14 seine ersten Bundesliga-Einsatzminuten im Hemd der Kapfenberg Bulls. Ab 2016 kamen für den 2,02 Meter großen Flügelspieler auch Spiele in europäischen Vereinsbewerben hinzu. Im Spieljahr 2017/18 wurde er mit Kapfenberg österreichischer Meister und Pokalsieger. Anfang September 2018 wechselte er innerhalb der Bundesliga zum UBSC Graz. Im Sommer 2021 zog es ihm zum BK Klosterneuburg, Mitte Dezember 2021 wechselte Moschik zum Zweitligisten UKJ Mistelbach. Mit Mistelbach wurde er 2024 Zweitligameister.

### Nationalmannschaft
In den Altersklassen U16, U18 und U20 nahm Moschik jeweils mit den österreichischen Nationalmannschaften an B-Europameisterschaften teil.